# Mestoklema
Mestoklema es un género con siete especies de plantas suculentas perteneciente a la familia Aizoaceae.

## Taxonomía
El género fue descrito por  Nicholas Edward Brown, y publicado en The Gardeners' Chronicle, ser. 3 100: 164. 1936. La especie tipo es:  Mestoklema tuberosum (L.) N.E.Br. ex Glen

## Especies seleccionadas
- Mestoklema albanicum N.E.Br.
- Mestoklema arboriforme (Burch.) N.E.Br.
- Mestoklema copiosum N.E.Br.
- Mestoklema elatum N.E.Br.
- Mestoklema illepidum N.E.Br.
- Mestoklema macrorhizum (DC.) Schwantes
- Mestoklema tuberosum (L.) N.E.Br. ex Glen